# Critical Reviews in Clinical Laboratory Sciences
Critical Reviews in Clinical Laboratory Sciences è una rivista medica sottoposta a revisione paritaria, che pubblica articoli di revisione su tutti gli aspetti delle scienze di laboratorio clinico, solo su invito.
La rivista è pubblicata dalla Taylor & Francis e il caporedattore è Khosrow Adeli (Università di Toronto).
Secondo Web of Science, la rivista ha ricevuto un fattore di impatto per il 2019 pari a 4.677. Il fattore di impatto per il 2024 è 6.6, posizionandola nel primo quartile della categoria "Tecnologia di laboratorio medico."